# Grand Prix Belgie 2020
Grand Prix Belgie 2020 (oficiálně Formula 1 Rolex Belgian Grand Prix 2020) se jela na okruhu Circuit de Spa-Francorchamps v Stavelotu v Belgii dne 30. srpna 2020. Závod byl sedmým v pořadí v sezóně 2020 šampionátu Formule 1.

## Kvalifikace
| Poř.                       | No. | Jezdec             | Konstruktér               | Časy v kvalifikaci | Časy v kvalifikaci | Časy v kvalifikaci | Pořadí na startu |
| Poř.                       | No. | Jezdec             | Konstruktér               | Q1                 | Q2                 | Q3                 | Pořadí na startu |
| -------------------------- | --- | ------------------ | ------------------------- | ------------------ | ------------------ | ------------------ | ---------------- |
| 1                          | 44  | Lewis Hamilton     | Mercedes                  | 1:42.323           | 1:42.014           | 1:41.252           | 1                |
| 2                          | 77  | Valtteri Bottas    | Mercedes                  | 1:42.534           | 1:42.126           | 1:41.763           | 2                |
| 3                          | 33  | Max Verstappen     | Red Bull Racing-Honda     | 1:43.197           | 1:42.126           | 1:41.778           | 3                |
| 4                          | 3   | Daniel Ricciardo   | Renault                   | 1:43.309           | 1:42.487           | 1:42.061           | 4                |
| 5                          | 23  | Alexander Albon    | Red Bull Racing-Honda     | 1:43.418           | 1:42.193           | 1:42.264           | 5                |
| 6                          | 31  | Esteban Ocon       | Renault                   | 1:43.505           | 1:42.534           | 1:42.396           | 6                |
| 7                          | 55  | Carlos Sainz Jr.   | McLaren-Renault           | 1:43.322           | 1:42.478           | 1:42.438           | 7                |
| 8                          | 11  | Sergio Pérez       | Racing Point-BWT Mercedes | 1:43.349           | 1:42.670           | 1:42.532           | 8                |
| 9                          | 18  | Lance Stroll       | Racing Point-BWT Mercedes | 1:43.265           | 1:42.491           | 1:42.603           | 9                |
| 10                         | 4   | Lando Norris       | McLaren-Renault           | 1:43.514           | 1:42.722           | 1:42.657           | 10               |
| 11                         | 26  | Daniil Kvjat       | AlphaTauri-Honda          | 1:43.267           | 1:42.730           |                    | 11               |
| 12                         | 10  | Pierre Gasly       | AlphaTauri-Honda          | 1:43.262           | 1:42.745           |                    | 12               |
| 13                         | 16  | Charles Leclerc    | Ferrari                   | 1:43.656           | 1:42.996           |                    | 13               |
| 14                         | 5   | Sebastian Vettel   | Ferrari                   | 1:43.567           | 1:43.261           |                    | 14               |
| 15                         | 63  | George Russell     | Williams-Mercedes         | 1:43.630           | 1:43.468           |                    | 15               |
| 16                         | 7   | Kimi Räikkönen     | Alfa Romeo Racing-Ferrari | 1:43.743           |                    |                    | 16               |
| 17                         | 8   | Romain Grosjean    | Haas-Ferrari              | 1:43.838           |                    |                    | 17               |
| 18                         | 99  | Antonio Giovinazzi | Alfa Romeo Racing-Ferrari | 1:43.950           |                    |                    | 18               |
| 19                         | 6   | Nicholas Latifi    | Williams-Mercedes         | 1:44.138           |                    |                    | 19               |
| 20                         | 20  | Kevin Magnussen    | Haas-Ferrari              | 1:44.314           |                    |                    | 20               |
| 107% času vítěze: 1:49.485 |     |                    |                           |                    |                    |                    |                  |
| Zdroj:                     |     |                    |                           |                    |                    |                    |                  |

## Závod
| Poř.                                                                 | No. | Jezdec             | Konstruktér               | Počet kol | Čas/Odstoupení | Pořadí na startu | Body |
| -------------------------------------------------------------------- | --- | ------------------ | ------------------------- | --------- | -------------- | ---------------- | ---- |
| 1                                                                    | 44  | Lewis Hamilton     | Mercedes                  | 44        | 1:24:08.761    | 1                | 25   |
| 2                                                                    | 77  | Valtteri Bottas    | Mercedes                  | 44        | +8.448         | 2                | 18   |
| 3                                                                    | 33  | Max Verstappen     | Red Bull Racing-Honda     | 44        | +15.455        | 3                | 15   |
| 4                                                                    | 3   | Daniel Ricciardo   | Renault                   | 44        | +18.877        | 4                | 13   |
| 5                                                                    | 31  | Esteban Ocon       | Renault                   | 44        | +40.650        | 6                | 10   |
| 6                                                                    | 23  | Alexander Albon    | Red Bull Racing-Honda     | 44        | +42.712        | 5                | 8    |
| 7                                                                    | 4   | Lando Norris       | McLaren-Renault           | 44        | +43.774        | 10               | 6    |
| 8                                                                    | 10  | Pierre Gasly       | AlphaTauri-Honda          | 44        | +47.371        | 12               | 4    |
| 9                                                                    | 18  | Lance Stroll       | Racing Point-BWT Mercedes | 44        | +52.603        | 9                | 2    |
| 10                                                                   | 11  | Sergio Pérez       | Racing Point-BWT Mercedes | 44        | +53.179        | 8                | 1    |
| 11                                                                   | 26  | Daniil Kvjat       | AlphaTauri-Honda          | 44        | +1:10.200      | 11               |      |
| 12                                                                   | 7   | Kimi Räikkönen     | Alfa Romeo Racing-Ferrari | 44        | +1:11.504      | 16               |      |
| 13                                                                   | 5   | Sebastian Vettel   | Ferrari                   | 44        | +1:12.894      | 14               |      |
| 14                                                                   | 16  | Charles Leclerc    | Ferrari                   | 44        | +1:14.920      | 13               |      |
| 15                                                                   | 8   | Romain Grosjean    | Haas-Ferrari              | 44        | +1:16.793      | 17               |      |
| 16                                                                   | 6   | Nicholas Latifi    | Williams-Mercedes         | 44        | +1:17.795      | 19               |      |
| 17                                                                   | 20  | Kevin Magnussen    | Haas-Ferrari              | 44        | +1:25.540      | 20               |      |
| Ret                                                                  | 99  | Antonio Giovinazzi | Alfa Romeo Racing-Ferrari | 9         | Nehoda         | 18               |      |
| Ret                                                                  | 63  | George Russell     | Williams-Mercedes         | 9         | Kolize         | 15               |      |
| DNS                                                                  | 55  | Carlos Sainz Jr.   | McLaren-Renault           | 0         | Výfuk          | —                |      |
| Nejrychlejší kolo: Daniel Ricciardo (Renault) – 1:47.483 (v kole 44) |     |                    |                           |           |                |                  |      |
| Zdroj:                                                               |     |                    |                           |           |                |                  |      |

Poznámky
1. ↑  Daniel Ricciardo získal jeden bod za zajetí nejrychlejšího kola.
2. ↑  Carlos Sainz Jr. do závodu vůbec nenastoupil kvůli problémům s výfukovým potrubím.

## Průběžné pořadí po závodě
Pohár jezdců
|        | Pořadí | Jezdec          | Body |
| ------ | ------ | --------------- | ---- |
|        | 1      | Lewis Hamilton  | 157  |
|        | 2      | Max Verstappen  | 110  |
|        | 3      | Valtteri Bottas | 107  |
| 2      | 4      | Alexander Albon | 48   |
| 1      | 5      | Charles Leclerc | 45   |
| Zdroj: |        |                 |      |

Pohár konstruktérů
|        | Pořadí | Konstruktér           | Body |
| ------ | ------ | --------------------- | ---- |
|        | 1      | Mercedes              | 264  |
|        | 2      | Red Bull-Honda        | 158  |
| 1      | 3      | McLaren-Renault       | 68   |
| 1      | 4      | Racing Point-Mercedes | 66   |
|        | 5      | Ferrari               | 61   |
| Zdroj: |        |                       |      |